# Eric Lewis

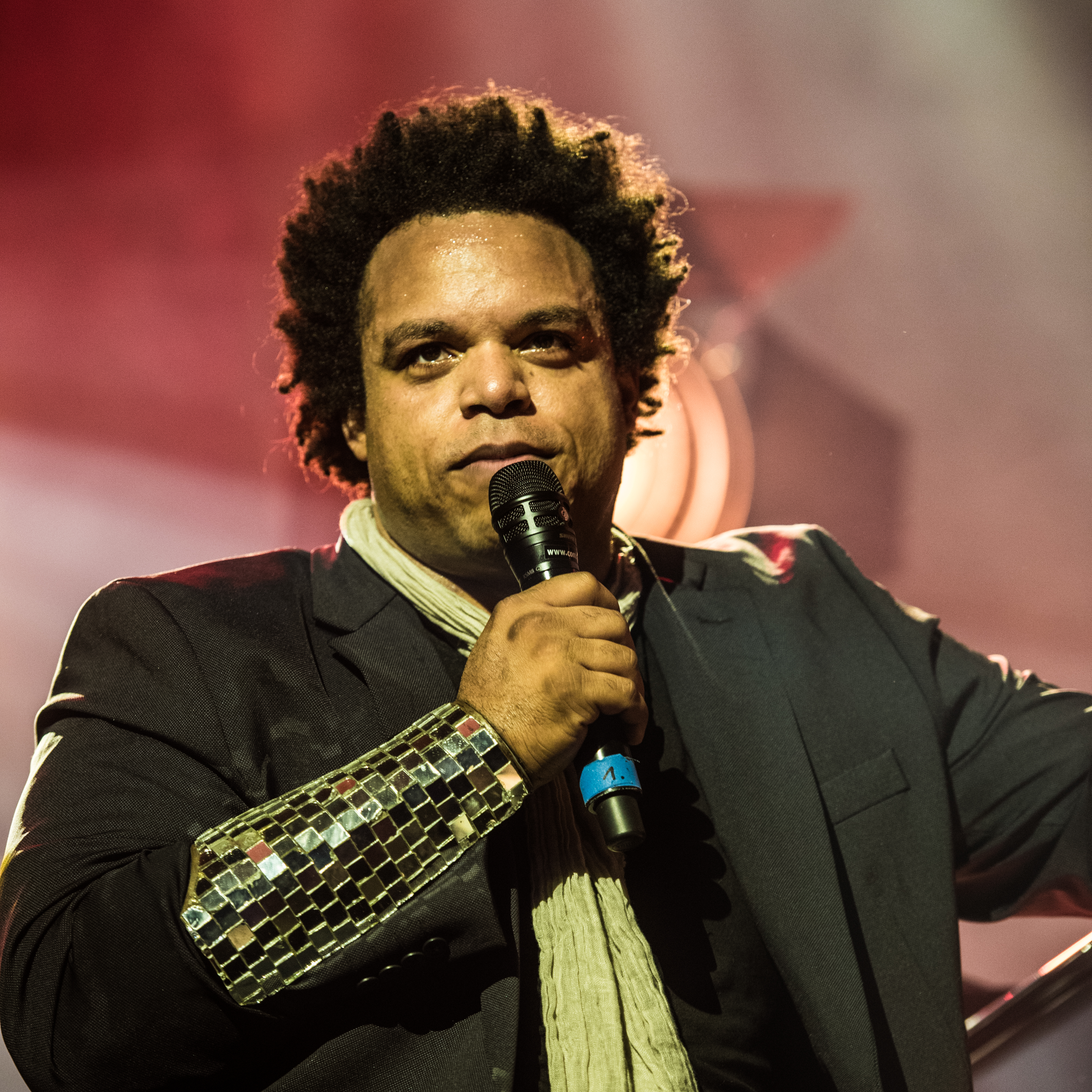
Eric Lewis bei einem Auftritt auf dem Moers festival 2017

Eric Robert Lewis (auch ELEW, * 13. Mai 1973 in Camden, New Jersey) ist ein US-amerikanischer Jazzrock- und Jazzmusiker (Piano, Komposition), der auch als Filmkomponist erfolgreich ist.

## Leben und Wirken
Lewis, den zunächst seine Mutter und Großmutter unterrichteten, begann seine Karriere als Jazzpianist, als er in den 1990er-Jahren mit Musikern wie Craig Bailey (A New Journey, 1995), Wynton Marsalis (Unforgiveable Blackness, 1996) und Elvin Jones arbeitete. In den folgenden Jahren spielte er außerdem mit Cyrille Bugnon, Robin Eubanks, Cassandra Wilson, Lonnie Plaxico, Clark Terry, Jimmy Cobb, Marcus Printup, Herlin Riley, Ornette Coleman und Adam Niewood. Ab den 2000er-Jahren trat er unter dem Akronym ELEW auf und begann, in seiner Musik Jazzpiano mit moderner Pop- und Rockmusik zu verbinden. U. a. trat er auch vor Barack und Michelle Obama im Weißen Haus auf. Daneben komponierte er Filmmusik und arbeitete als Drehbuchautor, Regisseur sowie DJ. Seine Musik fand Verwendung im Soundtrack von The Great Debaters (Regie: Denzel Washington), Girlfriends, 761st, I Want Someone to Eat Cheese With, Dark Country und Revival!. Im Bereich des Jazz war er zwischen 1995 und 2006 an 30 Aufnahmesessions beteiligt.